# Marvin P. Bush
Marvin Pierce Bush (ur. 22 października 1956) – amerykański przedsiębiorca, młodszy syn George’a H.W. Busha i Barbary Pierce oraz brat George’a W., Jeba, Neila i Dorothy. Imię otrzymał po swoim dziadku ze strony matki. Wraz ze swoją żoną, Margaret Conway (z domu Molster) posiadają dwójkę adoptowanych dzieci Gladney Center w Fort Worth: córkę Marshall i syna Walkera.

## Życiorys
W 1975 roku Marvin Bush otrzymał stopień B.S. na University of Virginia, gdzie był członkiem St. Elmo Hall. Większą część lata i wakacji spędzał w posiadłości rodziny Bushów.
W 2008 roku wystąpił w wielokrotnie nagradzanym dokumencie o Lee Atwaterze, Boogie Man: The Lee Atwater Story.